# Puoltsa
Puoltsa (nordsamiska: Buolža) är en by i Jukkasjärvi socken, Kiruna kommun. Byn är belägen vid Kalixälven och Nikkaluoktavägen väster om Kiruna stad. Byn, som även kallas Harjunenä, grundades 1888 av Mickel Mickelsson (1832-1903), som var från Kaalasjärvi.